# 慕尼黑巴士运输
慕尼黑巴士运输（德語：Busverkehr in München）是除地铁、快铁和电车外，在当地公共短途客运当中的一个重要运输方式。它由慕尼黑交通公司在慕尼黑交通及资费集团制定的框架下运营，于2016年的载客量约为2亿人次。

## 形成及优化

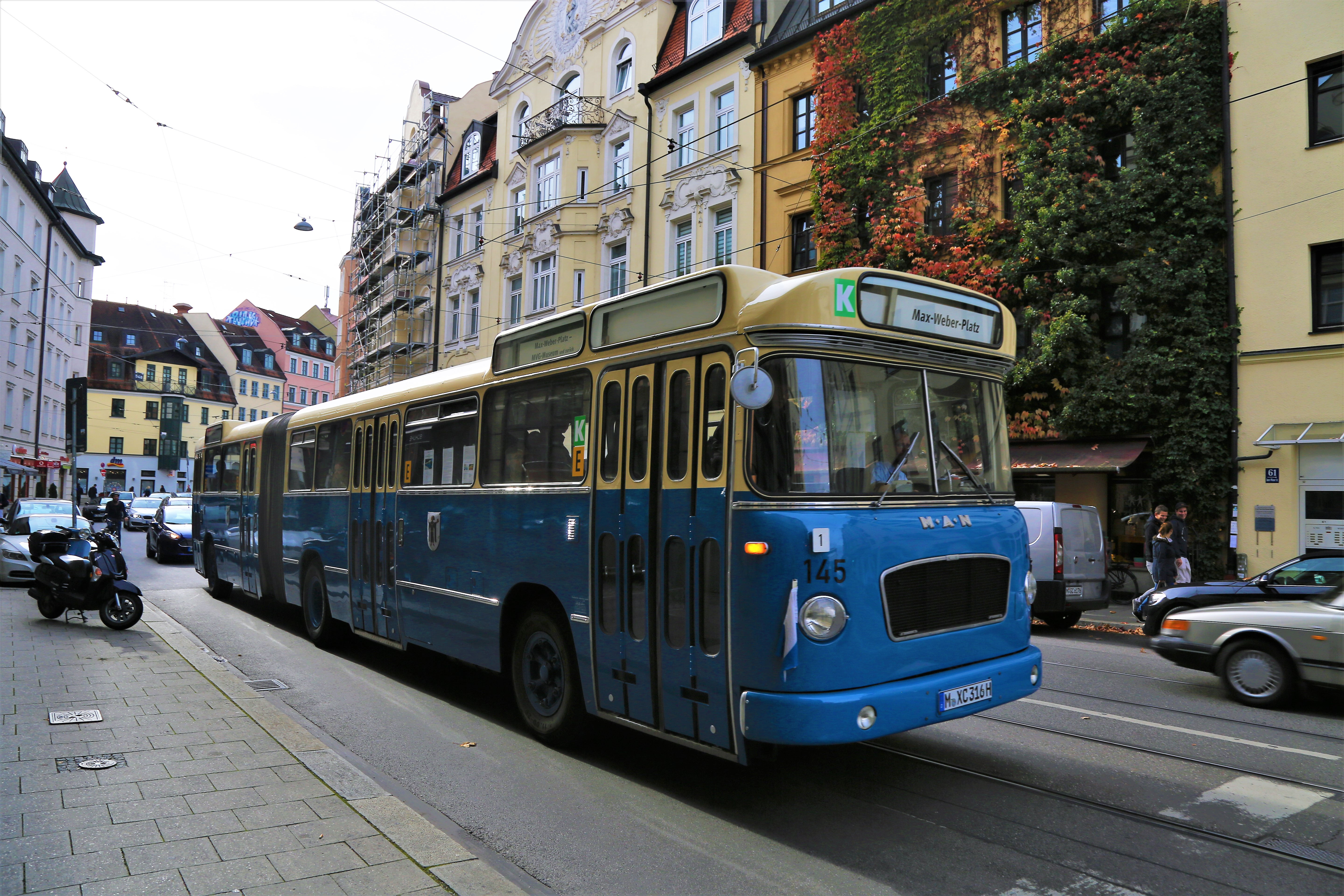
猛狮/戈佩尔牌铰接巴士

### “顶级巴士”方案
慕尼黑交通公司于2002年10月推出了“顶级巴士”方案，旨在对内城的巴士网络进行彻底的重新设计。这应该考虑到运输需求的变化以及历史性的网络增长问题，对于反复在进行微调和适应的路线，则应予以撤销。
新的巴士网络要求有一个清晰的架构、更高的效率以及更协调的运行间隔。新的巴士网络草案于2003年10月提呈审议，至2004年12月12日起投入运营。这当中包含：
- 差异化的三种巴士类别（捷运巴士、城市巴士和计程巴士）
- 更多停站
- 协调的间隔
- 以及新的路线编号系统。[3]

至2013年12月15日的运行图调整时，大多数巴士路线都被调整为零点对称，从而创造了与快铁顺利接驳的重要先决条件，后者也使用相同的对称时刻。

## 架构

### 巴士类别
巴士网络分为四种类别：高速巴士（X+双位数路线编号）、捷运巴士（双位数路线编号）、城市巴士（三位数路线编号）和特殊形式的的士巴士（仅在晚高峰开行一条线）。

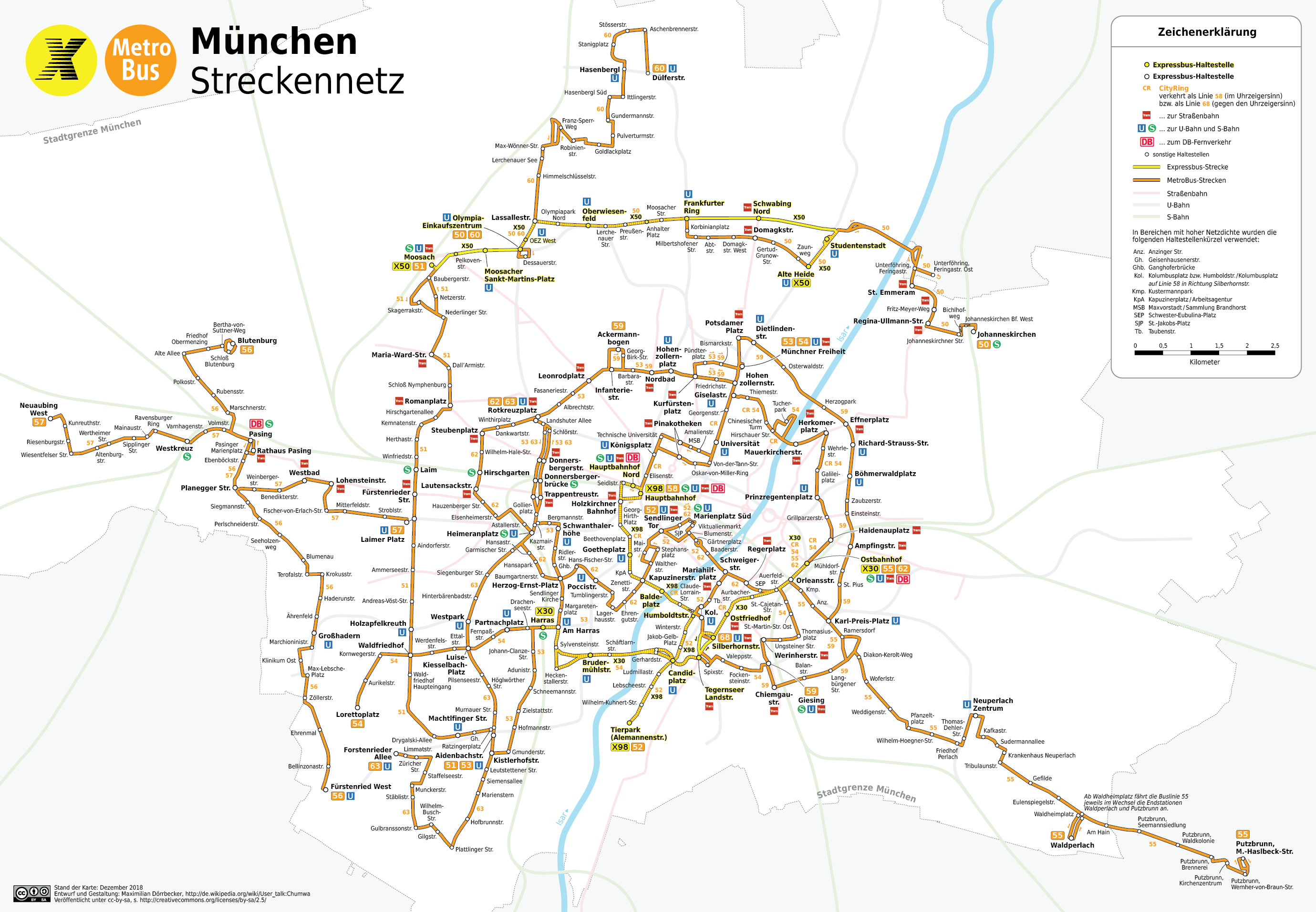
慕尼黑捷运巴士线主要提供切向连接以及无法通过轨道交通径向抵达的路线

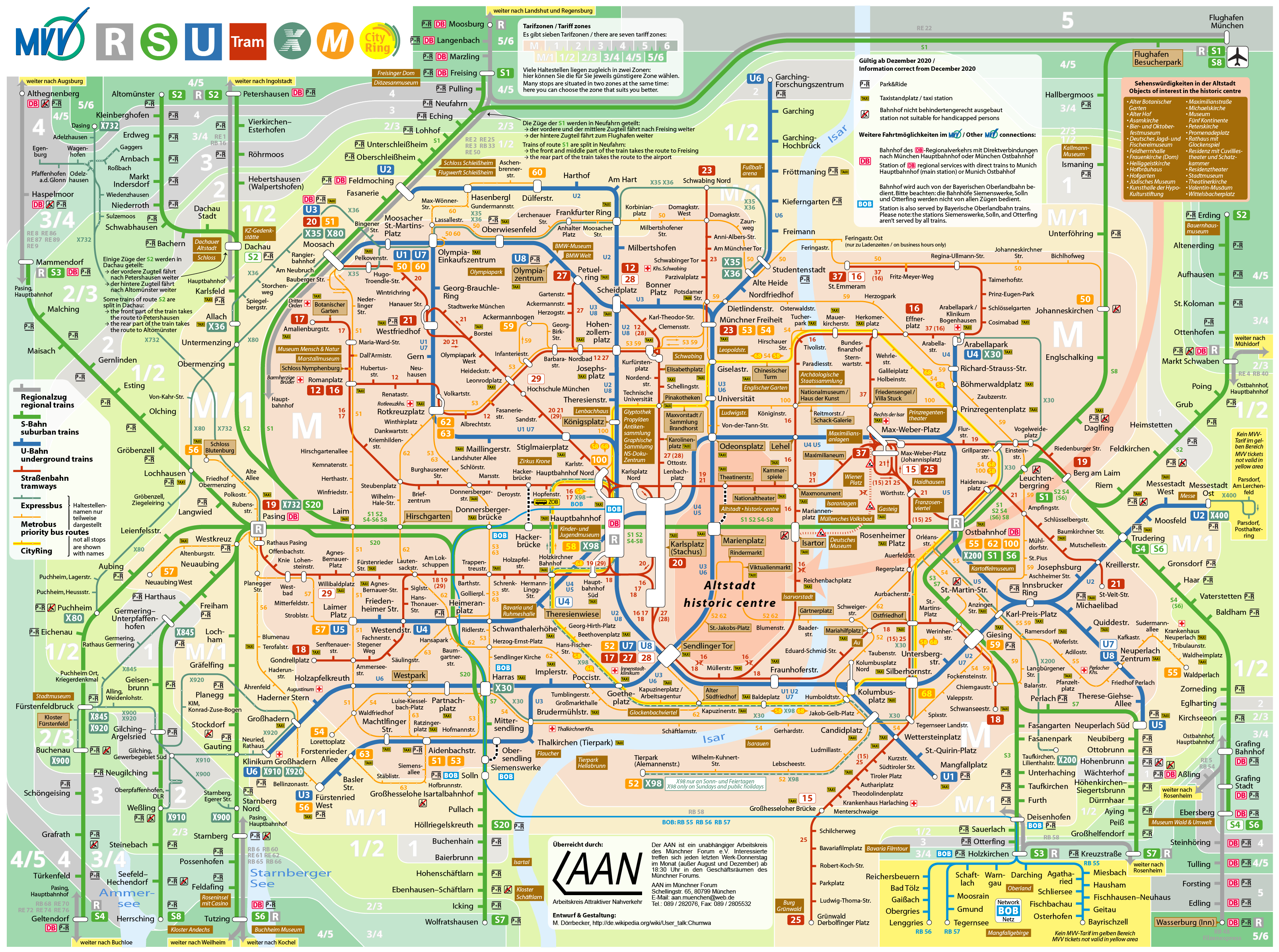
包含高速巴士（深绿色）和捷运巴士线（橙色）的慕尼黑快速交通网络

#### 高速巴士
慕尼黑目前设有四条高速巴士线，分别为X30、X50、X80和X98线。
X30线从周一至周五的6时至22时、周六的7时至22时运行，在高峰时段的发车间隔为5分钟一班，其余时间6-7分钟一班，20时过后则为10分钟一班。巴士的行车路线为：火车东站－东部陵园－西尔伯霍恩街－泰根湖州道－坎迪广场－兄弟磨坊街－哈拉斯畔－哈拉斯。全程运行需时约23分钟。X30线共连接三个市分区（海德豪森、吉辛、森德灵）和五条地铁线（U1、U2、U3、U5和U6线）。
X50线从周一至周六的6时至22时运行，其中在周一至周五的7时至20时的发车间隔为6-7分钟一班，其余时间则为10分钟一班、并在周日的8时前为20分钟一班。巴士的行车路线为：莫萨赫－佩尔科芬街－莫萨赫圣马丁广场－奥林匹克购物中心－上草地－安哈尔特广场－法兰克福环路－施瓦宾北－学生城－老荒原。X50线共连接四个市分区（莫萨赫、米贝茨霍芬、弗莱曼和施瓦宾），巴士仅在重要和繁忙的换乘点停靠，如奥林匹克购物中心（U1、U3、U7线）、上草地（U3线）、法兰克福环路（U2线）、施瓦宾北（电车23号线）和学生城（U6线）。
X80线自2019年4月29日起，于周一至周五的5时至22时、周六的7时至22时以20分钟一班的间隔运行。在全程约20分钟的行车路线中共停靠六站，分别为：普赫海姆车站南、普赫海姆-豪斯街、普赫海姆-拉格街、格勒本采尔-齐格莱环路（规划中）、洛赫豪森、下门青、冯·卡尔街以及莫萨赫。
X98线也被称为“动物园快线”，它于每周六、周日和公众假期的9时至19时以10分钟一班的间隔运行。在全程约20分钟的行车路线中共停靠七站：火车总站－霍尔茨基兴车站－歌德广场－巴尔德广场－洪堡街－坎迪广场－动物园（阿勒曼尼街）。

#### 捷运巴士
捷运巴士网络由50至60、62、63和68号线组成。它们在慕尼黑巴士网络中客流量最大的路段开行，于所有工作日的白天至少维持10分钟一班的发车间隔，晚上则为20分钟一班，通常使用铰接巴士。一个例外是59号线，它在周日主要是使用单体巴士提供服务。捷运巴士的任务是将各个市分区、交通枢纽和购物中心（例如奥林匹克购物中心）相互连接起来，同时对地铁和电车网络的相切部进行补充。一些捷运巴士由于高客流量而部分或全部转变为电车运营。因此，59号线于2011年12月被延长至圣埃默拉姆的电车完全取代。此外，还有计划用所谓的电车“西部切线”大范围取代现时捷运巴士51号线，但具体的时间表尚未明确。反过来，其它捷运巴士线也已接替了以往由电车运营的高需求路段。例如，现时的58和68号线（城市环线）便会行经早于1983年停运的电车17号线的原南部分支。
对于城市巴士而言，原152号线于2012年12月升级为捷运巴士62号线；原133号线于2013年12月升级为捷运巴士63号线；而原144号线也于2014年12月升级为捷运巴士59号线。

#### 城市巴士

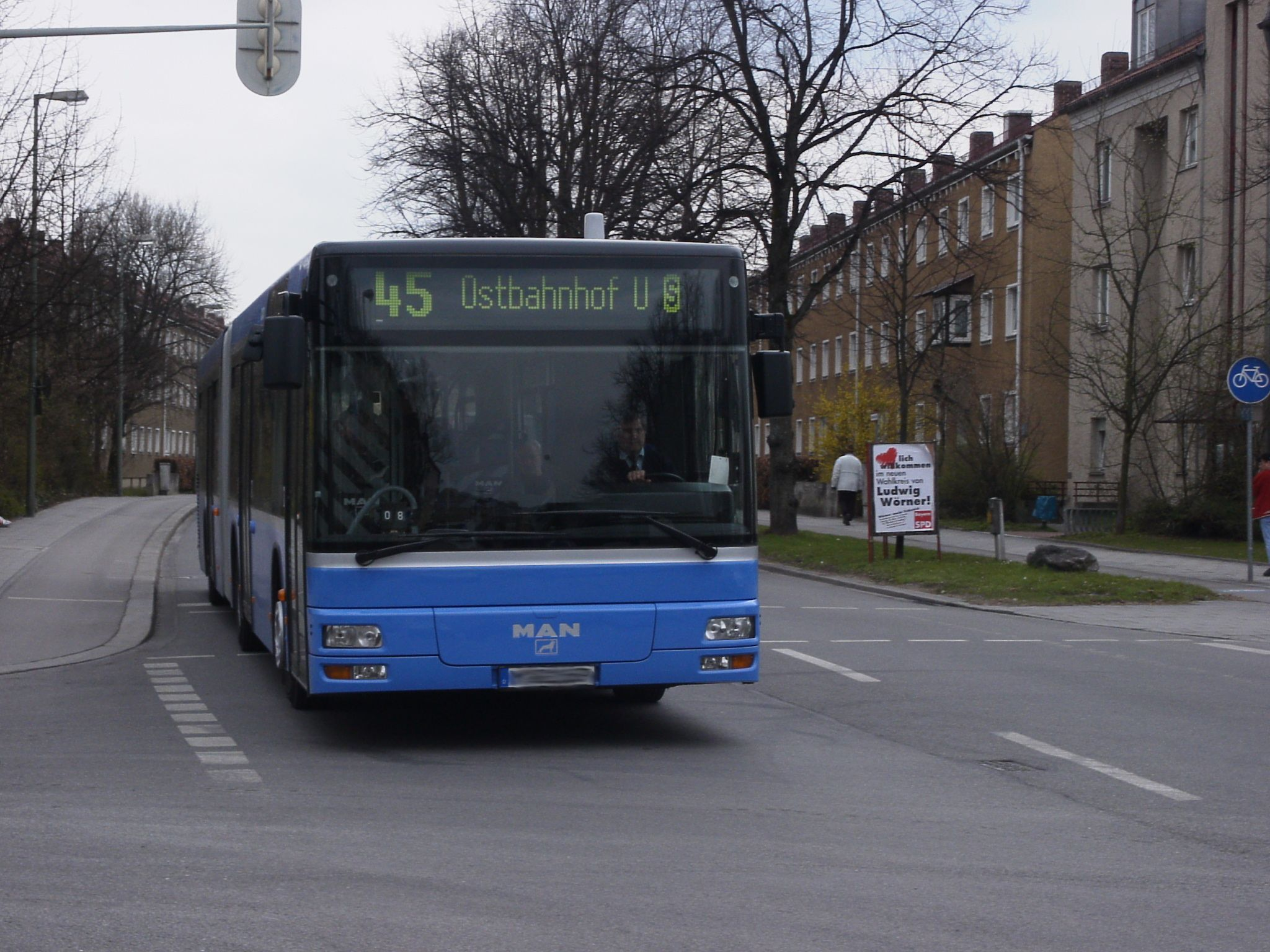
由慕尼黑交通公司运营的城市巴士

慕尼黑的巴士路线大部分为城市巴士线。根据客流量、工作日以及白天的时间，它们每个10至20分钟运行一次，部分使用单体巴士，另一部分则使用铰接巴士，并在市分区的范围内展开。路线最初使用连续编号，编号第二位数表示该路线主要经行地的代码。
- 130–139：城市南部：森德灵、索尔恩、塔尔基兴、福斯滕里德、哈拉兴、下吉辛
- 140–149：地区划分为施瓦宾西和米贝茨霍芬（140–144）以及海德豪森和上吉辛-雉鸡园（145–149）
- 150–159：最初为捷运巴士部分路段的加密线（如今仍有151、154、155）。其余的15X则为后续设立。
- 160–169：城市西部：阿拉赫、下门青、上门青、莫萨赫、奥宾、洛赫豪森、朗维德、帕辛、莱姆、哈登、菲尔斯滕里德，市镇格雷弗尔芬
- 170–179：城市北部：费德莫兴、哈森贝格尔、米贝茨霍芬、哈特畔、弗莱曼、路德维希费尔德，市镇达豪及卡尔斯费尔德
- 180–189：城市东北：上弗灵、博根豪森、登宁、达格尔芬
- 190–199：城市东南：特鲁德灵、新佩拉赫、拉默斯多夫、里姆、察姆多夫

偏离编号方案的城市巴士线为：
- 100号线：官方指定为博物馆线并为博物馆作广告宣传，因此使用与惯常编号方案不同的100号。在从火车东站穿过海德豪森、莱赫尔和马克斯近郊至火车总站北的行程中，它总共会途经24座博物馆。[10]

#### 计程巴士

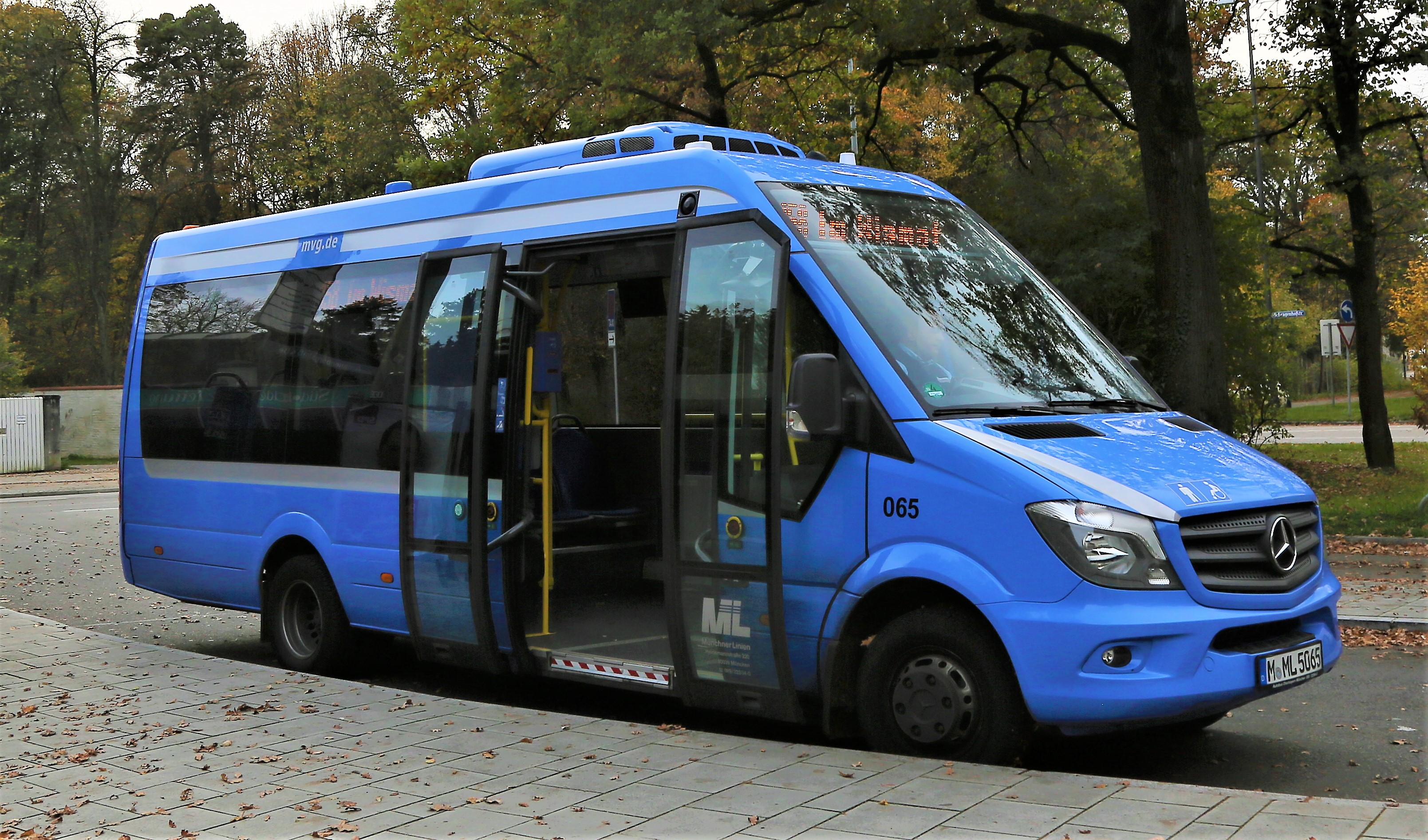
小型巴士

目前，只有城市巴士164号线的部分路段在傍晚时段可作为计程巴士开行，因此必须在出发前至少半小时预订。计程巴士服务于阿拉赫的部分地区。

### 替代线
101至106号线最初用于地铁的巴士替代服务——如果它们发生故障并需要由巴士暂时替代。101号线循地铁U1线的路径开行，102号线循地铁U2线的路径开行，以此类推。
112至127号线则组成了电车的替代线。与地铁一样，这里的编号原则是为需要替代的电车编号加上100。
然而一段时间以来，常规的路线编号也被用于巴士替代服务，因此以上编号已不再使用。

### 夜线

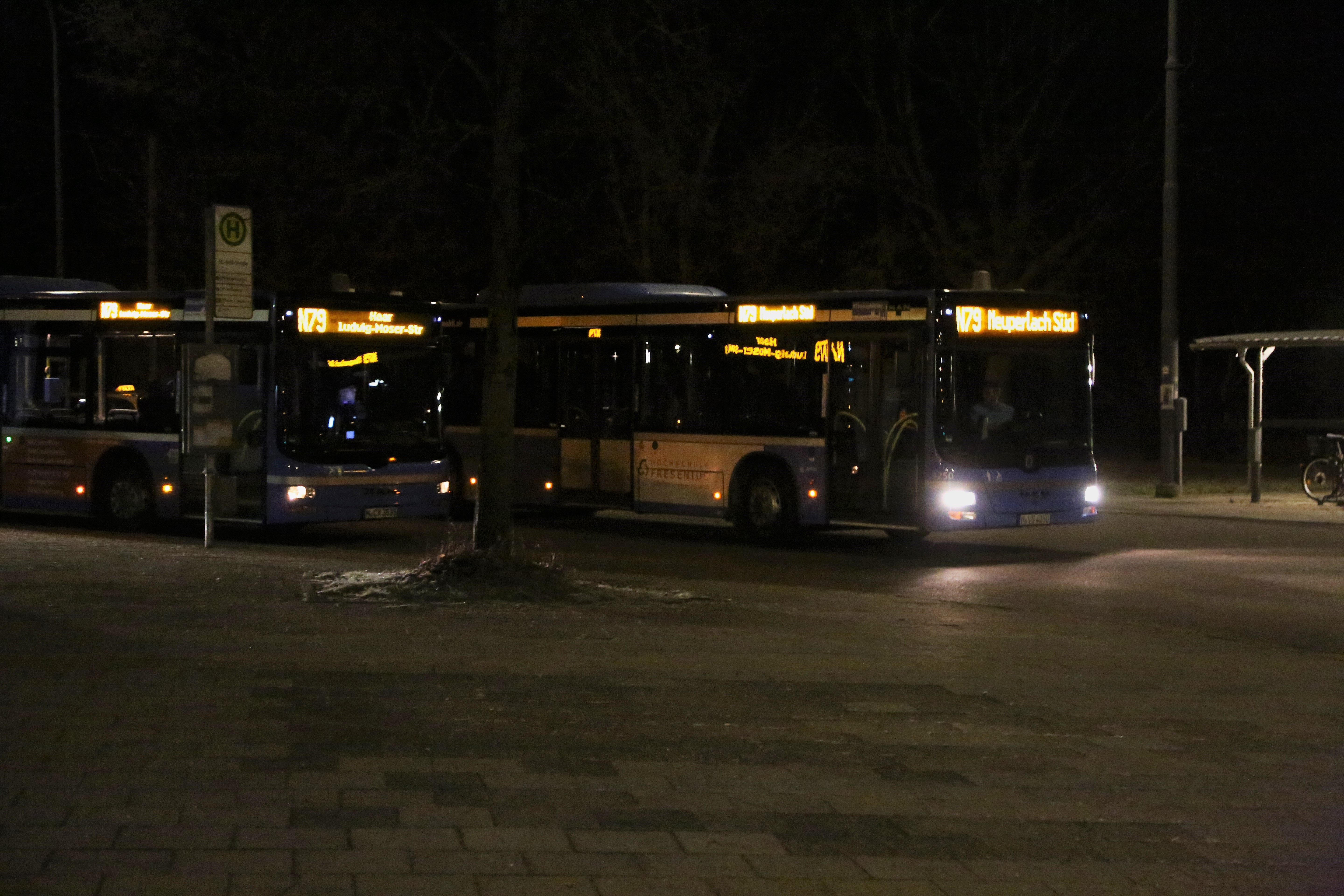
N79号夜线的两辆巴士

夜线网络和夜线时刻表自2011-12年的运行图周期起已得到大幅扩充。至2015年的运行图调整，则新增了两条新线，并延长了两条巴士线的路径。此外还获得了新的路线编号。
夜间巴士网络分为以下几种：
- N40–N45：至斯塔修斯交汇处的直径线以及市中心周边的环线
- N71–N79：在市郊运行，可在入城后的一端与夜班电车或夜班40系路线相连的路线
- N80/81：反向环线，从慕尼黑市分区西端的慕尼黑-帕辛火车站及菲斯滕费尔德布鲁克县始发

## 运营

### 路面调度台
所有巴士运输均由位于埃米·诺特街的城市公共服务中心（Stadtwerkszentrale，简称SWZ）内的路面调度台进行指挥和监控。这里设有用于此目的的智能运营控制系统。而每辆巴士都有一台集成车载信息系统，它可通过射频数据传输与调度台联系。

### 巴士提速
在巴士提速的框架下，慕尼黑交通公司的巴士会通过无线传输及或通过驶越交通信号灯时的感应线圈而获得优先切换。因此，提速需要沿着有经过调整的信号灯设施的线路行驶方可实现，从而使行驶时间缩短10%至20%。由此产生的投资可以在数年内收回成本，因为在相同的服务频率下，只需要更少的车辆和更少的驾驶员。交通信号灯的这些切换可以抵消“绿波”。

### 安全换乘
共有27处枢纽建立了安全换乘。这些交汇处设于诸如哈拉斯和阿拉贝拉公园等地。由电脑控制的运营管理系统能够确保电车和巴士线相互等待，以便乘客可以安全地换乘。

## 车队
截至2017年11月，在慕尼黑巴士网络中共运营着535辆巴士。其中，有217辆铰接巴士、63辆单体巴士和37辆拖挂巴士（合计：377辆巴士）是属于慕尼黑城市公共事业公司或其子公司慕尼黑交通公司所拥有，其余218辆巴士（约占31%）则由众多私营合作企业提供。
在慕尼黑，只使用由梅赛德斯-奔驰、猛狮和索拉瑞斯三家公司于1993年至2011年间生产的低地板巴士。慕尼黑交通公司每年都会对车队作部分更新，于是在2011年共交付了11辆梅赛德斯-奔驰CitaroG型新车，其中一辆为混合动力车。2008年从索拉瑞斯交付的Urbino 18型铰接巴士同样搭载了混合驱动装置，它仅在捷运巴士52号线中运行。自2013年10月以来，慕尼黑交通公司重新采用拖挂巴士。首批交付的是10辆索拉瑞斯U12型（三门），并拖挂有双门的戈佩尔式拖车（go4cityT型）。更多的拖车则陆续购自卡罗塞里·赫斯和其它分包商。
至2015年初，慕尼黑交通公司共拥有296辆巴士，其中63辆为单体巴士、207辆为铰接巴士、22辆为拖挂巴士以及4辆混合动力巴士（猛狮、梅赛德斯、索拉瑞斯、沃尔沃）。

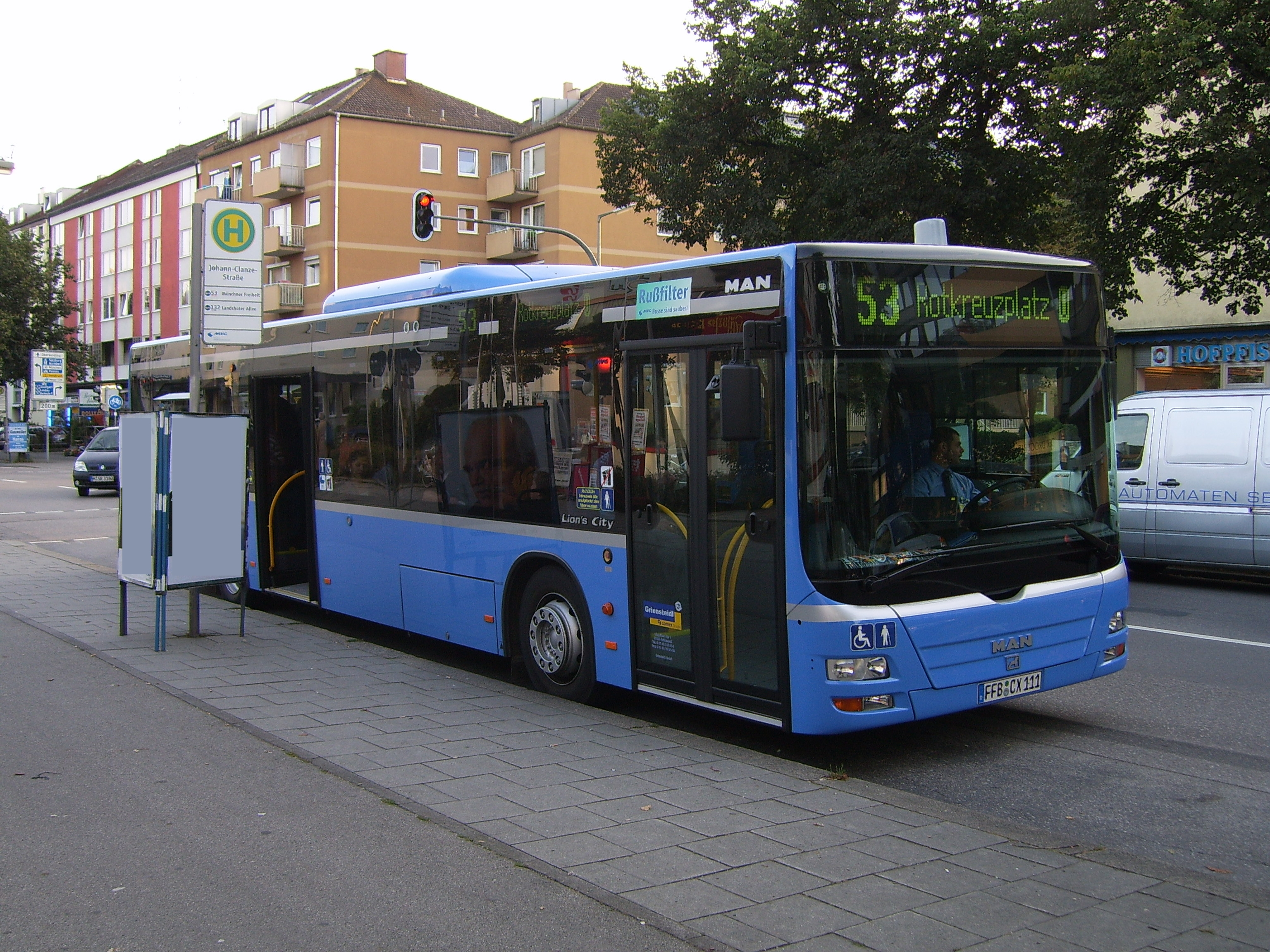
猛狮狮城型
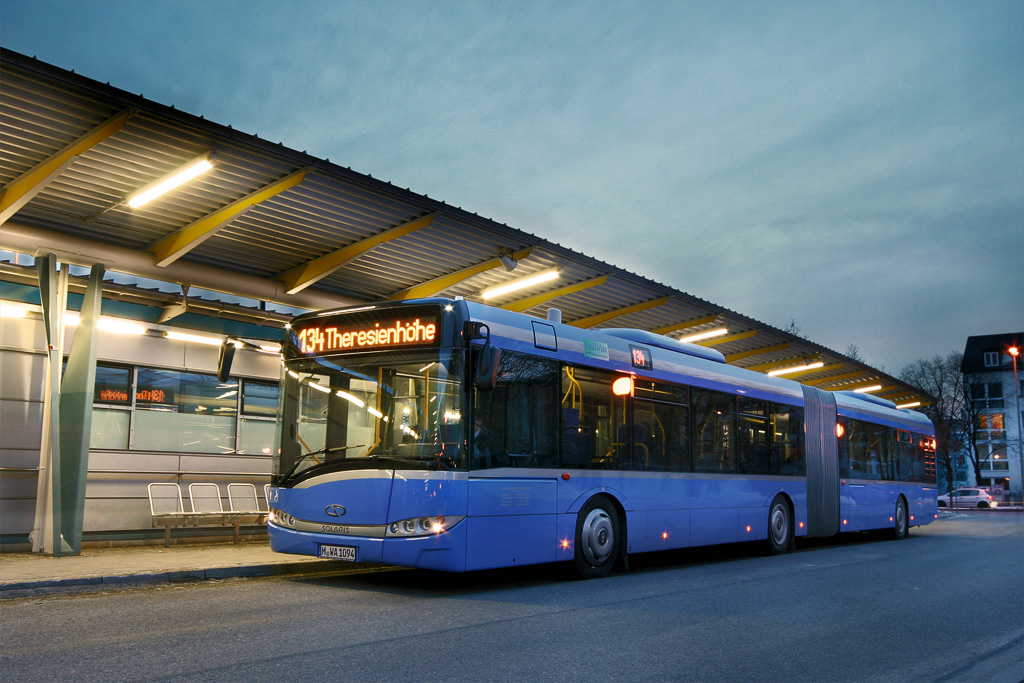
索拉瑞斯Urbino III 18型
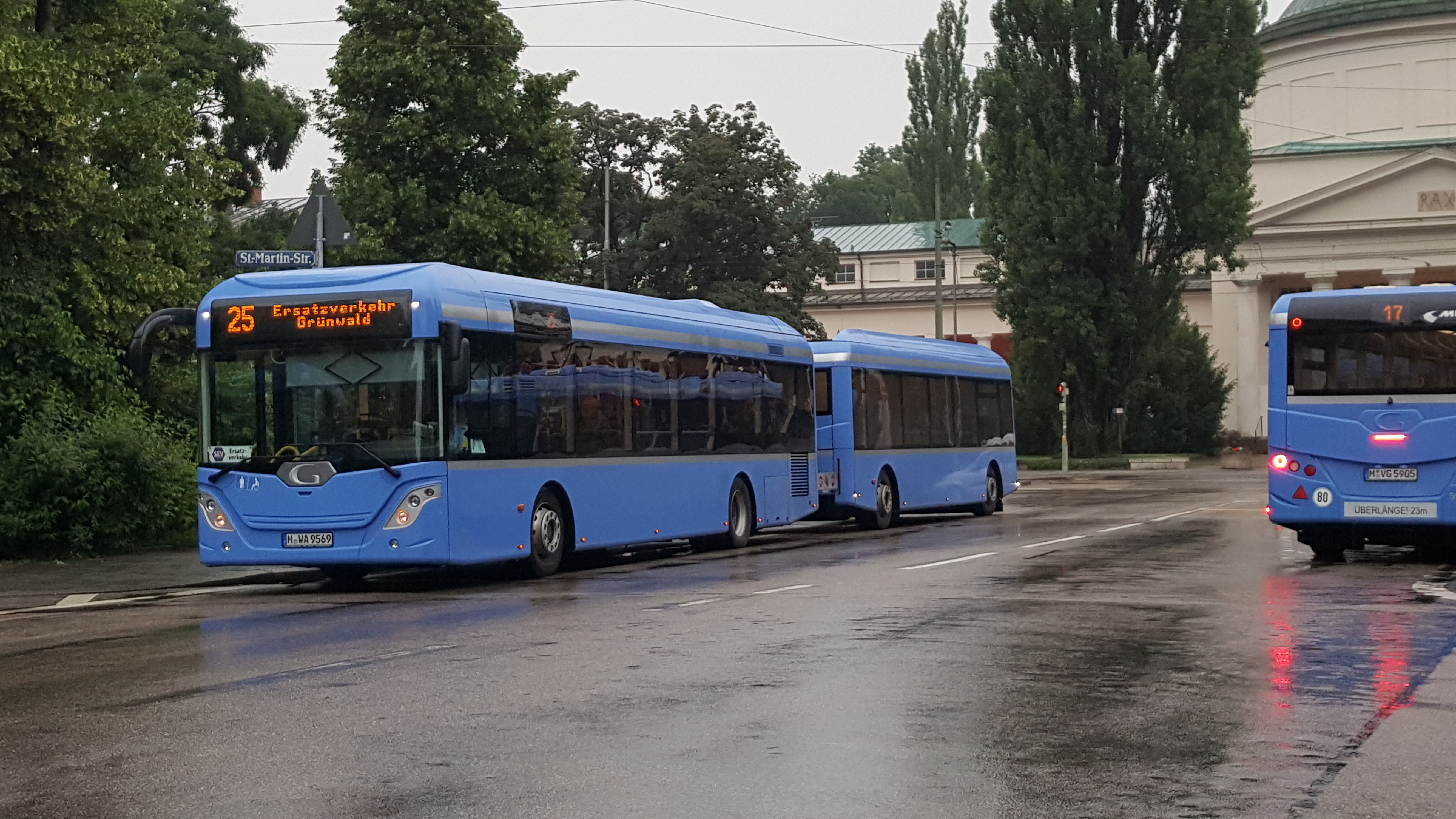
挂有戈佩尔制拖车的巴士

### 设备

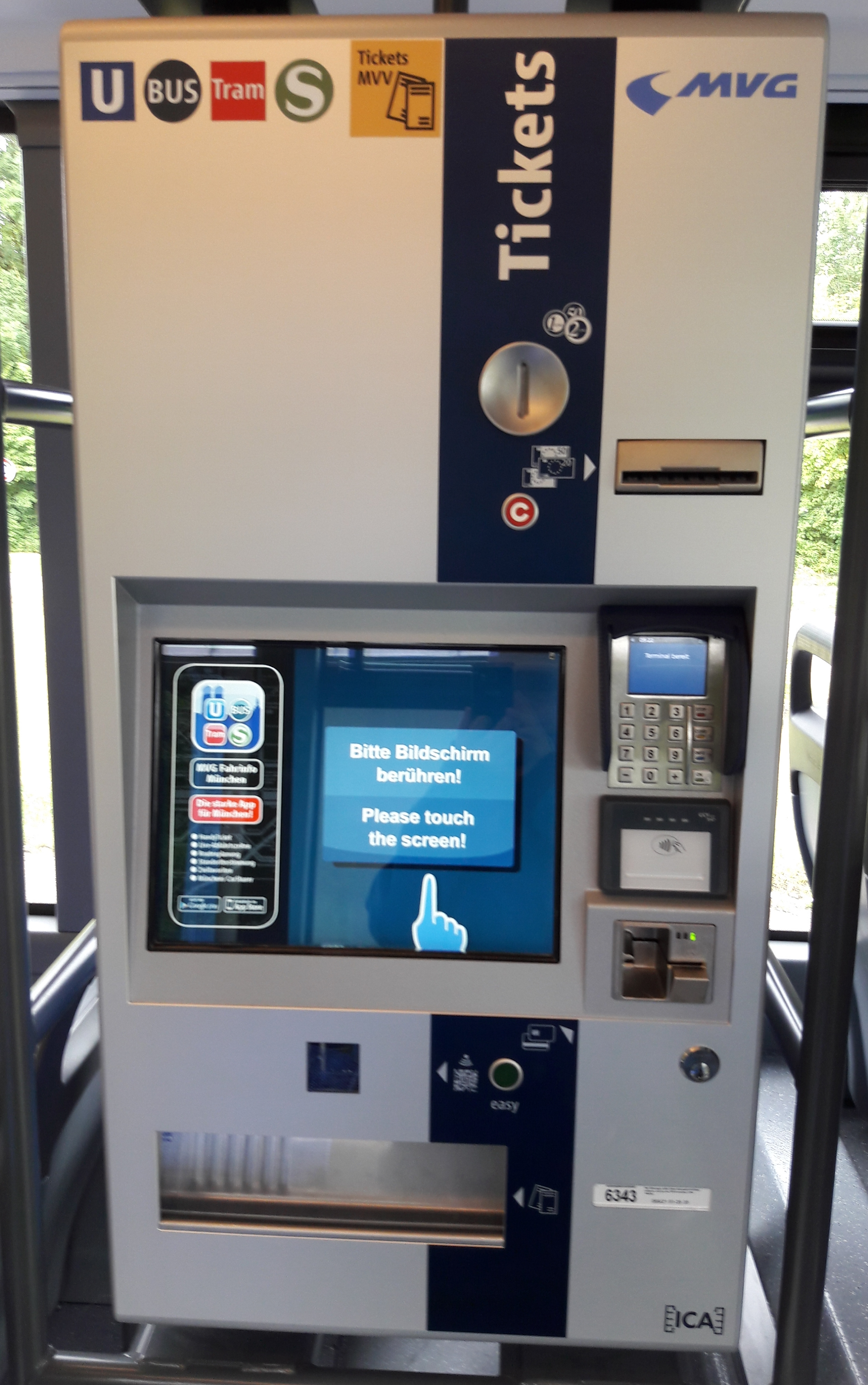
新式车载自动售票机

慕尼黑所有巴士均为低地板巴士，轮椅人士可以通过升降台乘降。自2004年以来，所有巴士都配备空调装置；自2006年起也配备了可提供旅客信息的平板显示器。每辆巴士都设有一台自动售票机，可以于此利用硬币购买车票。然而在一些较新交付的车辆中，还配备有带触摸屏显示器的新式售票机，其亦可以利用纸币支付。此外，新式售票机也支持信用卡和NFC支付。

### 烟尘滤清器
慕尼黑交通公司的所有巴士、以及私营巴士运营商的大部分巴士，都配备了带有上游催化转换器（CRT系统）的微粒滤清器。所有含此配备的车辆均符合2010年适用的欧洲5号排放标准。第一辆带烟尘滤清器的巴士是1987年的5410号车，这是一辆低地板铰接巴士的原型车。

### 低地板结构
低地板技术的发展主要是由慕尼黑推动。早在1987年，慕尼黑便首次开行了由尼奧普蘭提供的低地板技术铰接巴士原型车，至1991-92年则有批量生产的150辆猛狮NL202型低地板巴士投入运营。1993年和1994年再有155辆低地板巴士交付使用，其中包括82辆铰接巴士。低地板巴士成为了后续所有新车采购的标准配置。自2001年8月以来，慕尼黑交通公司在其定期服务中仅使用低地板巴士。尼奥普兰的5410号低地板原型车已被保留了下来，如今陈列于慕尼黑交通博物馆。首辆批量生产的猛狮NL202型4858号车同样得到留存，它由慕尼黑巴士俱乐部（Omnibus-Clubs München e.V.）保管，并经常用于慕尼黑的重大活动。同款的4843号车则由俱乐部寄存在特蕾西娅高地的德意志博物馆交通中心内展出。

## 电动巴士

### 电动巴士的测试
自2008年以来，慕尼黑交通公司一直在测试各制造商的电动和混合动力巴士，以获得运营经验。这些巴士大多用于100系的路线上：
- 2013年12月4日－2014年1月3日：12米长的电动巴士，即来自中国制造商比亚迪汽车、搭载了磷酸铁锂电池的比亚迪e巴士。该巴士在153号线上使用。[18]
- 索拉瑞斯Urbino电力：用于153号线、长度为8.9米的中型巴士。车内搭载有锂离子电池。[19]
- ？－2015年2月19日：来自荷兰制造商伊巴士科的12米长车辆，搭载有磷酸铁锂电池。
- 2015年4月30日－5月10日：来自德国制造商Sileo的单体巴士，搭载有磷酸铁锂电池。
- 2015年6月11日－6月21日：来自德国制造商欧洲e巴士的单体巴士，搭载有锰钴蓄电池，容量为265千瓦时。[20]
- 2016年8月17日－9月1日：来自制造商Sileo的S18型铰接巴士，设有50个座席和69个站席，用于52号线。[21]
- 2017年7月1日－7月9日：S18型铰接巴士用于100号线。[22]

### 电动巴士的常规运营
2015年，慕尼黑交通公司向制造商伊巴士科订购了两辆12米长的单体巴士。它们于2017年夏季交付，并自同年10月起投入常规服务。
2017年进行了两辆电动铰接巴士的招标，自2018年底开始投入使用。更多的电动单体巴士于2018年订购。自2019年以来，已有足够的电动巴士可用于开行电动巴士线。